# 進学
進学（しんがく）とは、進路において、上級の学校などに在籍して学ぶことを選択・決定することである。

## 概要
進学は、学校教育において小学校から中学校、中学校から高等学校というように上級の学校へ進むことを指すことが多いものの、同等段階の学校に続けて入学し直す場合などについても使用されることがある。
なお、幼稚園（就学前教育機関。学校教育法において「学校」と定義されている）から小学校（初等教育機関）へ進む場合にはあまり進学とは呼ばれない（入学または就学を参照）。

## 進学と進級
「進学」とは在籍する学校と異なる学校に進むことであり、「進級」とは現在在籍している学校の中で学年が上がることである。ただし、同じ学校であっても以下の場合は「進学」と呼ばれる。
- 大学の学部から大学院に進んだ場合
- 専攻科に進んだ場合

## 進学と入学試験

### 一般的な進学
公立の小学校から公立の中学校（併設型中高一貫教育を行う学校を除く）に進学する場合には、基本的に入学試験（学力検査）はないが、それ以外については入学試験（学力検査）が行われることがある。

### 内部進学
中学校から高等学校や高等専門学校、及び専修学校高等課程（高等専修学校）、高等学校から大学（短期大学を含む）・専修学校専門課程（専門学校）などへ進学する際、ほとんどの場合、入学試験（学力検査）を伴う入学者選抜が行われるが、中高一貫教育の学校や、私立学校で同一または系列の学校法人が設置する学校の間で進学する場合、入学試験（学力検査）を行わずに進学できる場合がある。これをエスカレーターに例えて「エスカレーター方式」ともいわれる。学校によっては幼稚園から大学まで進める場合もあるが、多額の学費やその他の費用（寄付金など）を必要とする。また、適用を受けるには成績など一定以上の条件を満たす必要がある（「附属学校#私立大学の附属学校」を参照）。この進学方式の問題点として、学力が著しく劣る者が進学・卒業できてしまう場合があることが挙げられる。